# Grądki Dolne
Grądki Dolne – osada w Polsce położona w województwie pomorskim, w powiecie bytowskim, w gminie Trzebielino. 
Miejscowość wchodzi w skład sołectwa Bożanka.
W latach 1975–1998 miejscowość administracyjnie należała do województwa słupskiego.